# Kanton Balao
Der Kanton Balao befindet sich in der Provinz Guayas im zentralen Westen von Ecuador. Er besitzt eine Fläche von etwa 439 km². Im Jahr 2022 lag die Einwohnerzahl bei rund 25.700. Verwaltungssitz des Kantons ist die Kleinstadt Balao mit 9220 Einwohnern (Stand 2010).

## Lage
Der Kanton Balao liegt an der Ostküste des Golfs von Guayaquil. Balao befindet sich 82 km südsüdöstlich vom Stadtzentrum der Provinzhauptstadt Guayaquil. Die Fernstraße E25 (Naranjal–El Guabo) führt durch den Kanton.
Der Kanton Balao grenzt im Norden an den Kanton Naranjal, im Osten an den Kanton Camilo Ponce Enríquez der Provinz Azuay sowie im Süden an die Parroquia Tenguel des Kantons Guayaquil.

## Verwaltungsgliederung
Der Kanton Balao wird von der gleichnamigen Parroquia urbana („städtisches Kirchspiel“) gebildet.

## Geschichte
Der Kanton Balao wurde am 17. November 1987 durch Ausgliederung aus dem Kanton Guayaquil eingerichtet.
Entwicklung der Einwohnerzahl im Kanton Balao bei landesweiten Volkszählungen zum jeweiligen Gebietsstand:
| Jahr                    | Einwohner | +/-    |
| ----------------------- | --------- | ------ |
| 1990                    | 12.514    | –      |
| 2001                    | 17.262    | 37,9 % |
| 2010                    | 20.523    | 18,9 % |
| 2022                    | 25.655    | 25 %   |
| Datenherkunft: Wikidata |           |        |